# 장안초등학교
장안초등학교는 대한민국 부산광역시 기장군에 있는 공립 초등학교이다.

## 학교 연혁
- 1922년 5월 3일 장안공립보통학교(4년제) 개교(설립인가 3월 31일)
- 1929년 4월 1일 6년제 개편
- 1938년 4월 1일 장안공립심상소학교로 개칭
- 1941년 4월 1일 장안공립국민학교로 개칭
- 1995년 3월 1일 부산광역시 편입
- 1996년 3월 1일 장안초등학교로 개칭
- 2005년 3월 1일 병설유치원 휴원(~ 2009년 2월 28일)
- 2009년 2월 24일 특별실, 중앙계단, 방송실 증축
- 2015년 4월 22일 다목적강당 개관

## 참고 자료
- 장안초등학교 - 한국교육학술정보원 학교알리미